# Ballaghaderreen
Ballaghaderreen (irisch Bealach an Doirín, übersetzt Der Weg des Eichenwäldchens) ist ein irischer Ort im Norden des Countys Roscommon. Bis 1898 war der Ort Ballaghaderreen Teil des County Mayo. Einige Einrichtungen und Vereine werden noch dem County Mayo zugeordnet.
Er liegt in der Nähe des Sees Lough Gara auf einer Höhe von 83 m.
Ballaghaderreen ist über die Nationalstraße N5 von Westport nach Longford angeschlossen. Bekannt ist Ballaghaderreen für die Kathedrale Mariä Verkündigung des Bistums Achonry, eines der ältesten bestehenden Bistümer Irlands. Der Ort Achonry liegt im County Sligo.
Das St. Nathy’s College hat zahlreiche bedeutsame Persönlichkeiten (u. a. Bischöfe und Diplomaten) hervorgebracht. Es entstand aus bzw. in der 1798 erbauten Kaserne.

## Geschichte
Die Vergangenheit von Ballaghaderreen liegt im Ungewissen. 1548 wird der Ort mit seinem Namen in den Jahrbüchern von Lough Ce erwähnt. 1770 wird etwa fünf Kilometer nördlich an der Straße nach Sligo die kirchliche Kultstätte The Four Altars durch die Costello-Familie aus Cregan na Grant errichtet. Das heute noch existierende Monument ist als Heritage site geschützt. Ab dem 18. Jahrhundert wird Ballaghaderreen auch zum Marktflecken.
1860 wurde die Kathedrale Mariä Verkündigung geweiht. Der Turm wurde jedoch erst 1912 hinzugefügt.
Zwischen 1874 und 1963 bestand ein Bahnanschluss.

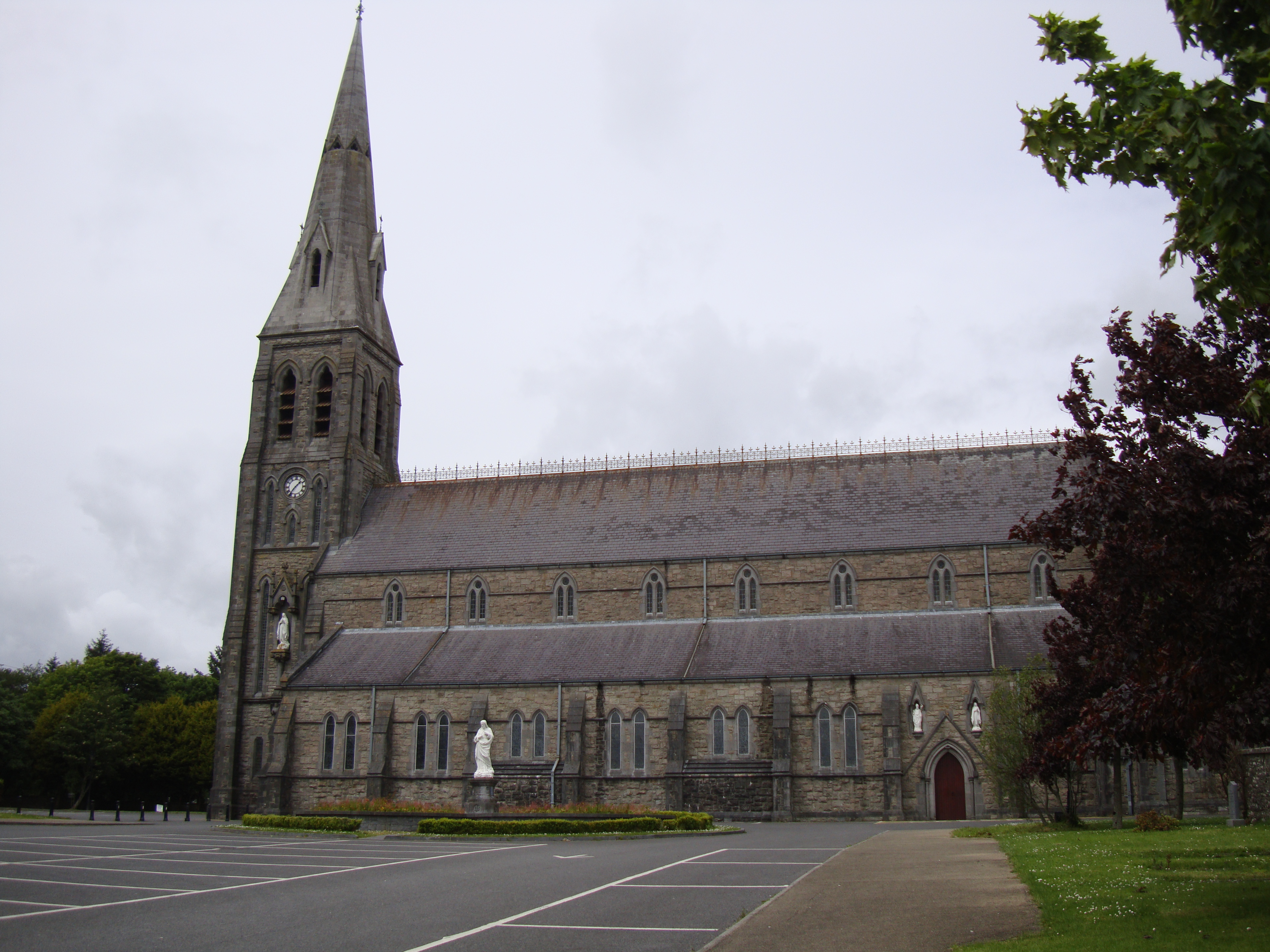
Kathedrale Mariä Verkündigung

## Einwohnerentwicklung
In den letzten dreißig Jahren hat sich die Einwohnerzahl von 1270 in 1991 auf 2387 im Jahr 2022 verdoppelt; bei der vorherigen Zählung in 2016 waren es 1808 Personen.

## Sehenswürdigkeiten
- Kathedrale Mariä Verkündigung
- St Nathy’s College
- Four Altars
- Dillon House, um 1780 erbaut
- Friedhof St Mary’s
- Konvent der Sisters of Mercy (bzw. Sisters of Charity)

## Persönlichkeiten
- Thomas Costello (1744–1831), Bischof von Clonfert (1786–1831)
- John Blake Dillon (1814–1866), Schriftsteller und Politiker
- Anne Deane (um 1834–1905), Geschäftsfrau und Nationalistin
- Antony MacDonnell, 1. Baron MacDonnell (1844–1925), hoher Verwaltungsbeamter in Indien und Bengalen
- Thomas O’Doherty (1877–1936), Bischof von Clonfert (1919–1923) und Bischof von Galway und Klimacduagh (1923–1936)
- James Dillon (1902–1986), Politiker, Landwirtschaftsminister
- Brian O’Doherty (1928–2022), Kunstkritiker (Pseudonyme: Patrick Ireland und Mary Josephson)
- Thomas Flynn (1931–2015), Bischof von Achonry (1976–2007)
- James Coleman (* 1941), Videokünstler
- Matt Molloy (* 1947), Flötist
- Garry Hynes (* 1953), Theaterregisseurin